# Thailand Premier League 2000
Die Thailand Premier League 2000 bestand aus 12 Mannschaften. Die Liga war zu diesem Zeitpunkt auch als Caltex Premier League bekannt.
Am Ende der Saison konnte BEC Tero Sasana seinen ersten Meistertitel der Vereinsgeschichte feiern.

## Vereine der Saison
| Teilnehmer |
| - FC Bangkok Bank - Bangkok Metropolitan - BEC Tero Sasana - FC Krung Thai Bank - FC Osotspa M-150 - FC Port Authority of Thailand - FC Royal Thai Air Force - FC Royal Thai Navy (Aufsteiger aus der Thailand Division 1 League) - FC Royal Thai Police (Aufsteiger aus der Thailand Division 1 League) - Sinthana - FC Thai Farmers Bank - FC TOT |

## Abschlusstabelle der Saison 2000
| Pl. | Verein               | Sp. | S  | U  | N  | Tore    | Diff. | Punkte |
| --- | -------------------- | --- | -- | -- | -- | ------- | ----- | ------ |
| 1. | BEC Tero Sasana      | 22  | 14 | 7  | 1  | 048:140 | +34   | 49     |
| 2. | Thai Air Force       | 22  | 12 | 5  | 5  | 034:190 | +15   | 41     |
| 3. | FC Thai Farmers Bank | 22  | 10 | 7  | 5  | 033:250 | +8    | 37     |
| 4. | Bangkok Metropolitan | 22  | 9  | 8  | 5  | 039:290 | +10   | 35     |
| 5. | Port Authority       | 22  | 8  | 6  | 8  | 018:210 | −3    | 30     |
| 6. | Thai Navy            | 22  | 5  | 11 | 6  | 021:220 | −1    | 26     |
| 7. | Thai Police          | 22  | 6  | 8  | 8  | 025:270 | −2    | 26     |
| 8. | FC Osotspa M-150     | 22  | 6  | 8  | 8  | 015:200 | −5    | 26     |
| 9. | FC Bangkok Bank      | 22  | 6  | 7  | 9  | 014:230 | −9    | 25     |
| 10. | FC Krung Thai Bank   | 22  | 6  | 3  | 13 | 021:400 | −19   | 21     |
| 11. | Sinthana             | 22  | 4  | 8  | 10 | 020:320 | −12   | 20     |
| 12. | FC TOT               | 22  | 6  | 2  | 14 | 026:420 | −16   | 20     |
| Ermittlung des Tabellenplatzes einer Mannschaft bei Punktgleichheit: 1. Direkter Vergleich; 2. Tordifferenz; 3. erzielte Tore |                      |     |    |    |    |         |       |        |

* Die Thai Farmers Bank meldete sich zum Saisonende vom Spielbetrieb ab.

* Der Sinthana stieg nicht in die Thailand Division 1 League ab und nahm stattdessen den Platz der Thai Farmers Bank in der Liga ein.

* Der Zwölftplatzierte, die TOT durfte in die Relegation und stieg nicht direkt ab. Der 11. Platz hätte zur Relegation berechtigt, doch da Sinthana den Platz der Thai Farmers Bank einnahm, ging der Relegationsplatz an den 12.

## Relegation
27. März und 31. März 2001
|     | Ergebnis |                              |
| --- | -------- | ---------------------------- |
| TOT | 4:0      | FC Bangkok Christian College |

## Saison Notizen
Der FC Thai Farmers Bank zog sich zum Ende der Saison aus dem Ligabetrieb zurück. Grund hierfür waren die fehlenden finanziellen Mittel als Folge der Asienkrise. Die Kasikorn Bank (früher: Thai Farmers Bank) war Eigner und Sponsor des Vereins zugleich und war schwer von der Krise betroffen.

## Queen’s Cup
FC Bangkok Bank gewann die 27. Auflage des Queen’s Cup und den Titel insgesamt zum 3. Mal. Im Finale besiegten sie den FC Sinthana im Elfmeterschießen mit 5-3. Nachdem die reguläre Spielzeit mit 2-2 endete. Das Spiel wurde im Suphachalasai-Stadion ausgetragen.

## Thailand FA Cup
BEC Tero Sasana gewann ihren ersten FA Cup.

## Kontinentale Wettbewerbe
- Die Royal Thai Air Force erreichte immerhin die 2. Runde der Asian Club Championship, wo sie PSM Ujungpandang aus Indonesien unterlegen waren.

- BEC Tero Sasana erreichte das Viertelfinale des Asian Cup Winner’s Cup. Dort unterlagen sie im Rückspiel Shimizu S-Pulse aus Japan.

## Auszeichnungen
|                    | Name            | Mannschaft           |
| ------------------ | --------------- | -------------------- |
| Trainer des Jahres | Pichai Pituwong | BEC Tero Sasana FC   |
| Spieler des Jahres | Anurak Srikerd  | BEC Tero Sasana FC   |
| Torschützenkönig   | Sutee Suksomkit | FC Thai Farmers Bank |